# Carlos Iván Zúñiga
Carlos Iván Zúñiga Guardia (Penonomé, 1 de enero de 1926-Ciudad de Panamá, 14 de noviembre de 2008) fue un abogado, académico y político, Rector de la Universidad de Panamá de 1991 a 1994, candidato presidencial en 1984, y una figura considerablemente influyente en la política panameña del siglo XX, así como un prolífico y popular orador.

## Biografía
Nació en Antón, hijo de Federico Zúñiga Feliú y Olivia Guardia. Se crio en un ambiente tranquilo y balanceado en un ambiente rural, pero la tragedia lo golpeó cuando en 1934, su padre, el también académico Federico Zúñiga Feliú, falleció en un accidente de tránsito. A pesar de esto, el joven Carlos Iván fue ascendiendo como un orador juvenil, ganando popularidad ante sus declaraciones sobre el Convenio Filós-Hines, y pronto se convirtió en la cara de la socialdemocracia en Panamá.
Pronto se convirtió extremadamente popular y se volvió uno de los más reconocidos oradores en todo el país, alentando a la juventud a participar de los eventos sociales, fundamentales para esa época.
Fundador del Partido Acción Popular (PAPO), bajo el cual presentó su candidatura presidencial en 1984, las cuales perdió y ante su gran rechazo a la dictadura militar que gobernaba en Panamá, fue encarcelado. Ante su liberación y consiguiente caída del régimen militar, se convirtió en un hombre que vivía, al igual que en su infancia, un ambiente casero y familiar, caracterizado por la tranquilidad, a pesar de seguir dando opiniones políticas. 
En 2003, debido a su «gran contribución para la nación» fue nombrado como el abanderado del centenario de la República de Panamá. En el 2008 falleció debido a un fallo respiratorio causado por complicaciones por su leucemia. Está enterrado en el Cementerio Municipal de Penonomé. 
En su honor está nombrado el Corredor Norte como Carlos Iván Zúñiga Guardia.